# Fronte Nazionale (1968)
Ne doit pas être confondu avec Fronte Nazionale (1990) ou Fronte Nazionale (1997).
Le Fronte Nazionale (en français : Front National) était un parti politique italien fondé par Junio Valerio Borghese, commandant durant la Seconde Guerre mondiale de la Xª Flottiglia MAS de la République sociale italienne pendant la guerre civile italienne.
Étant parti du Mouvement social italien en 1968, Borghese, après la fondation de la nouvelle organisation du Fronte Nazionale, a eu des contacts avec divers militants d'Ordine Nuovo, avant que celui-ci ne soit réabsorbé dans les rangs du MSI (en novembre 1969) et surtout parmi les hommes des formations dissoutes de la République sociale italienne. C'était un point de référence important pour les militants de l'Avanguardia Nazionale et la considération de Borghese était formidable pour Stefano Delle Chiaie, le chef historique de l'Avanguardia Nazionale.
Il comprenait des délégations régionales et provinciales comptant quelques centaines de membres et des bureaux à Ancône, Bari, Biella, Catanzaro, Côme, Gênes, Florence, La Spezia, Lucques, Massa, Matera, Naples, Palerme, Parme, Pérouse, Pise, Reggio. Calabre, Sassari, Terni, Turin, Trévise, Venise, Verceil, Vérone et Vicence [réf. souhaitée] .
Borghese, en plus d'avoir dirigé la tentative de coup d'Etat de 1970, le Golpe Borghese, se vantait d'avoir joué un rôle important dans les événements de Reggio et dans l'activité d'extrême droite en Sicile[réf. nécessaire].
Les procès sur le Fronte Nazionale n'ont abouti à rien[réf. nécessaire].